# Casetes de la fàbrica Puiggròs
Les Casetes de la fàbrica Puiggròs és una obra de Premià de Mar (Maresme) inclosa a l'Inventari del Patrimoni Arquitectònic de Catalunya.

## Descripció
Es tracta d'un conjunt de cases de pis i planta, de portes i finestres grans, totes iguals, que es troben al carrer d'accés a la fàbrica Puiggrós de teixits i estampacions, actualment Escola La Lió. Les casetes, probablement dels obrers, donen a la part de llevant de la vila, un aspecte que contrasta amb les reminiscències agrícoles i marineres del centre del poble. Cal no oblidar que davant la fàbrica Puiggrós existien altres fàbriques de teixits de les quals encara en resta alguna xemeneia.